# Piano di sicurezza e coordinamento
Il piano di sicurezza e coordinamento (PSC) è in Italia il documento che il coordinatore per la progettazione o esecuzione dell'opera, su incarico del committente, deve redigere prima che vengano iniziate le attività lavorative in un cantiere edile, ai sensi dell'articolo 100 del testo unico sulla sicurezza nei luoghi di lavoro ed i cui contenuti minimi sono riportati nell'allegato XV del predetto Testo unico.

## Storia
La prima prescrizione di un piano di sicurezza sui cantieri si ebbe alla fine degli anni 1980 con la direttiva europea 92/57/CEE (una delle otto direttive particolari previste dall'articolo 16 della direttiva "madre"  89/391/CEE in materia di sicurezza) che riguardava la sicurezza nei cantieri temporanei o mobili. Essa conteneva già l'obbligo di redazione di un "piano di sicurezza e di salute" che può ben considerarsi precursore dell'odierno PSC, inoltre tale direttiva introduceva anche le figure del coordinatore per la progettazione e del coordinatore per l'esecuzione. La direttiva 92/57/CEE, insieme alla direttiva 89/391/CEE e le successive direttive particolari furono recepite in Italia attraverso i due decreti legislativi n. 626 del 19 settembre 1994 (integrato dal D.Lgs. 242/1996) e n. 494 del 14 agosto 1996.

## Obiettivi
Obiettivo del PSC è quello di descrivere le fasi operative che verranno svolte nel cantiere, individuare tutte le eventuali fasi critiche del processo di costruzione quindi prescrivere tutte le azioni atte a prevenire o ridurre i rischi per la sicurezza e la salute dei lavoratori con particolare riferimento ai rischi derivanti da lavorazioni interferenti.

## Contenuti minimi
Il PSC è specifico per ogni singolo cantiere temporaneo o mobile e di concreta fattibilità; i suoi contenuti sono il risultato di scelte progettuali ed organizzative conformi alle prescrizioni dell'articolo 15 del Testo unico sulla sicurezza sul lavoro.
Il PSC contiene almeno i seguenti elementi:
- l'identificazione e la descrizione dell'opera, esplicitata con l'indirizzo del cantiere, la descrizione del contesto in cui è collocata l'area di cantiere e la descrizione sintetica dell'opera (con particolare riferimento alle scelte progettuali, architettoniche, strutturali e tecnologiche);
- individuazione dei soggetti con compiti di sicurezza, esplicitata con l'indicazione dei nominativi dei responsabili dei lavori, del coordinatore per la sicurezza in fase di progettazione e, qualora già nominato, del coordinatore per la sicurezza in fase di esecuzione ed a cura dello stesso coordinatore per l'esecuzione con l'indicazione, prima dell'inizio dei singoli lavori, dei nominativi dei datori di lavoro delle imprese esecutrici e dei lavoratori autonomi;
- una relazione concernente l'individuazione, l'analisi e la valutazione dei rischi concreti, con riferimento all'area ed alla organizzazione del cantiere, alle lavorazioni ed alle loro interferenze;
- le scelte progettuali ed organizzative, le procedure, le misure preventive e protettive, in riferimento all'area di cantiere, all'organizzazione del cantiere e alle lavorazioni;
- le prescrizioni operative, le misure preventive e protettive ed i dispositivi di protezione individuale, in riferimento alle interferenze tra le lavorazioni;
- le misure di coordinamento relative all'uso comune da parte di più imprese e lavoratori autonomi, come scelta di pianificazione lavori finalizzata alla sicurezza, di apprestamenti, attrezzature, infrastrutture, mezzi e servizi di protezione collettiva;
- le modalità organizzative della cooperazione e del coordinamento, nonché della reciproca informazione, fra i datori di lavoro e tra questi ed i lavoratori autonomi;
- l'organizzazione prevista per il servizio di pronto soccorso, antincendio ed evacuazione dei lavoratori, nel caso in cui il servizio di gestione delle emergenze è di tipo comune; il PSC contiene anche i riferimenti telefonici delle strutture previste sul territorio al servizio del pronto soccorso e della prevenzione incendi;
- la durata prevista delle lavorazioni, delle fasi di lavoro e, quando la complessità dell'opera lo richieda, delle sotto-fasi di lavoro, che costituiscono il cronoprogramma dei lavori, nonché l'entità presunta del cantiere espressa in uomini-giorno;
- la stima dei costi della sicurezza.

Il coordinatore per la progettazione indica nel PSC, ove la particolarità delle lavorazioni lo richieda, il tipo di procedure complementari e di dettaglio al PSC stesso e connesse alle scelte autonome dell'impresa esecutrice, da esplicitare nel piano operativo di sicurezza (POS).
Il PSC è corredato da tavole esplicative di progetto, relative agli aspetti della sicurezza, comprendenti almeno una planimetria e, ove la particolarità dell'opera lo richieda, un profilo altimetrico e una breve descrizione delle caratteristiche idrogeologiche del terreno o il rinvio a specifica relazione se già redatta.

### Area e organizzazione di cantiere
In riferimento all'area di cantiere, il PSC contiene l'analisi degli elementi essenziali in relazione:
- alle caratteristiche dell'area di cantiere, con particolare attenzione alla presenza nell'area del cantiere di linee aeree e condutture sotterranee;
- all'eventuale presenza di fattori esterni che comportano rischi per il cantiere, con particolare attenzione a lavori stradali ed autostradali al fine di garantire la sicurezza e la salute dei lavoratori impiegati nei confronti dei rischi derivanti dal traffico circostante, oltre che al rischio di annegamento;
- agli eventuali rischi che le lavorazioni di cantiere possono comportare per l'area circostante.

In riferimento all'organizzazione del cantiere il PSC contiene l'analisi dei seguenti elementi:
- le modalità da seguire per la recinzione del cantiere, gli accessi e le segnalazioni;
- i servizi igienico-assistenziali;
- la viabilità principale di cantiere;
- gli impianti di alimentazione e reti principali di elettricità, acqua, gas ed energia di qualsiasi tipo;
- gli impianti di terra e di protezione contro le scariche atmosferiche;
- le eventuali modalità di accesso dei mezzi di fornitura dei materiali;
- la dislocazione degli impianti di cantiere;
- la dislocazione delle zone di carico e scarico;
- le zone di deposito attrezzature e di stoccaggio materiali e dei rifiuti;
- le eventuali zone di deposito dei materiali con pericolo d'incendio o di esplosione.

### Lavorazioni
In riferimento alle lavorazioni, il coordinatore per la progettazione suddivide le singole lavorazioni in fasi di lavoro e, quando la complessità dell'opera lo richiede, in sotto-fasi di lavoro, ed effettua l'analisi dei rischi presenti, con riferimento all'area e alla organizzazione del cantiere, alle lavorazioni e alle loro interferenze, ad esclusione di quelli specifici propri dell'attività dell'impresa, facendo in particolare attenzione ai seguenti:
- al rischio di investimento da veicoli circolanti nell'area di cantiere;
- al rischio di seppellimento da adottare negli scavi;
- al rischio di esplosione derivante dall'innesco accidentale di un ordigno bellico inesploso rinvenuto durante le attività di scavo[2];
- al rischio di caduta dall'alto;
- al rischio di insalubrità dell'aria nei lavori in galleria;
- al rischio di instabilità delle pareti e della volta nei lavori in galleria;
- ai rischi derivanti da estese demolizioni o manutenzioni, ove le modalità tecniche di attuazione siano definite in fase di progetto;
- ai rischi di incendio o esplosione connessi con lavorazioni e materiali pericolosi utilizzati in cantiere;
- ai rischi derivanti da sbalzi eccessivi di temperatura;
- al rischio di elettrocuzione;
- al rischio rumore;
- al rischio dall'uso di sostanze chimiche.

Per ogni elemento dell'analisi il PSC contiene le scelte progettuali ed organizzative, le procedure, le misure preventive e protettive richieste per eliminare o ridurre al minimo i rischi di lavoro; ove necessario, vanno prodotte tavole e disegni tecnici esplicativi, oltre alle misure di coordinamento atte a realizzare quanto previsto.

### Interferenze tra le lavorazioni
Il coordinatore per la progettazione effettua l'analisi delle interferenze tra le lavorazioni, anche quando sono dovute alle lavorazioni di una stessa impresa esecutrice o alla presenza di lavoratori autonomi, e predispone il cronoprogramma dei lavori. Per le opere rientranti nel campo di applicazione del D.Lgs. n. 163 del 12 aprile 2006 e successive modifiche, il cronoprogramma dei lavori ai sensi del presente regolamento, prende esclusivamente in considerazione le problematiche inerenti agli aspetti della sicurezza ed è redatto ad integrazione del cronoprogramma delle lavorazioni previsto dall'articolo 42 del D.P.R. 21 dicembre 1999, n. 554.
In riferimento alle interferenze tra le lavorazioni, il PSC contiene le prescrizioni operative per lo sfasamento spaziale o temporale delle lavorazioni interferenti e le modalità di verifica del rispetto di tali prescrizioni; nel caso in cui permangono rischi di interferenza, indica le misure preventive e protettive ed i dispositivi di protezione individuale, atti a ridurre al minimo tali rischi.
Durante i periodi di maggior rischio dovuto ad interferenze di lavoro, il coordinatore per l'esecuzione verifica periodicamente, previa consultazione della direzione dei lavori, delle imprese esecutrici e dei lavoratori autonomi interessati, la compatibilità della relativa parte di PSC con l'andamento dei lavori, aggiornando il piano ed in particolare il cronoprogramma dei lavori, se necessario.
Le misure di coordinamento relative all'uso comune di apprestamenti, attrezzature, infrastrutture, mezzi e servizi di protezione collettiva, sono definite analizzando il loro uso comune da parte di più imprese e lavoratori autonomi.
Il coordinatore per l'esecuzione dei lavori integra il PSC con i nominativi delle imprese esecutrici e dei lavoratori autonomi tenuti ad attivare quanto previsto e, previa consultazione delle imprese esecutrici e dei lavoratori autonomi interessati, indica la relativa cronologia di attuazione e le modalità di verifica.

## Esclusioni
Il PSC non deve essere redatto nel caso di lavori la cui esecuzione immediata è necessaria per prevenire incidenti imminenti o per organizzare urgenti misure di salvataggio o per garantire la continuità in condizioni di emergenza nell'erogazione di servizi essenziali per la popolazione quali corrente elettrica, gas, acqua, reti di comunicazione.
Il PSC non deve essere redatto nel caso ci fosse un'unica impresa operante
Il PSC è operativo nei soli contratti rientranti nel campo di applicazione del Titolo IV del D.Lgs. 81/2008, mentre negli altri ambienti di lavoro è necessaria la redazione del DUVRI: i due documenti si escludono quindi a vicenda.